# El Paraíso (Peru)

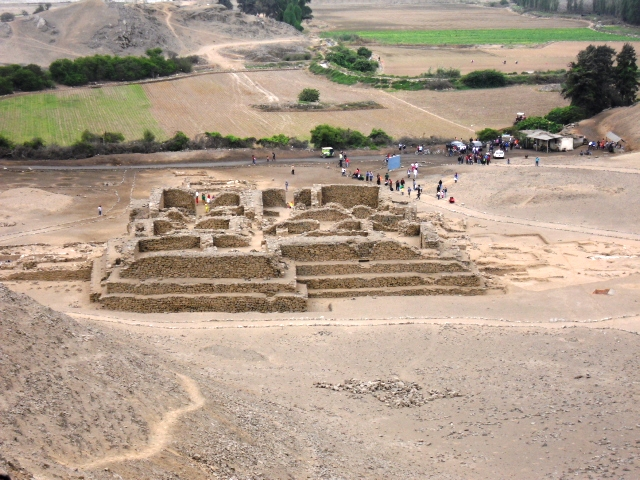
De hoofdpiramide in El Paraíso

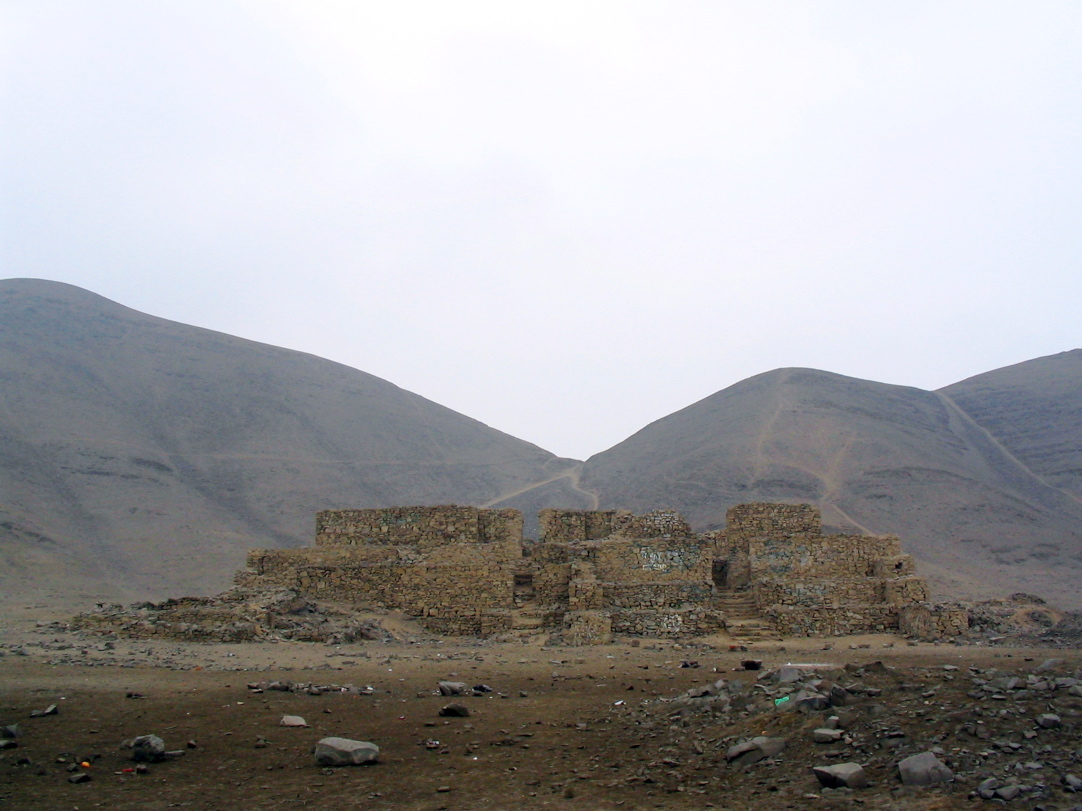
El Paraíso

El Paraíso (Spaans voor 'het paradijs') is de huidige naam van een laat-prekeramische archeologische site (3500-1800 v.Chr.) in de Chillónvallei aan de centrale kust van Peru. De site bevindt zich enige kilometers ten noorden van Lima, de hoofdstad van Peru, in het San Martin de Porres District in de provincie van Lima. El Paraíso is een van de grootste vestigingsplaatsen uit deze periode en strekt zich uit over 58 hectaren.
Andere grote centra uit deze periode zijn Aspero en Carral aan de noordkust in de Supévallei. Centra van gelijke omvang kunnen in verschillende ecozones gevonden worden, van de kust tot gebieden in het binnenland. Volgens Stanish betreft het een tijd toen vestigingen breed waren verspreid, op verschillende afstand van de kust, waardoor er zowel landbouw als visserij mogelijk was.